# Вейценбрейер, Карл-Густав Карлович
Карл Карлович Вейценбрейер (1788—1859) — русский военачальник немецкого происхождения, генерал-майор.
Директор Института Корпуса горных инженеров в 1834—1841 годах.

## Биография
Родился 2 (13) ноября 1788 года. Отец — Карл-Готгельф Вейценбрейер, немецкого происхождения, относился к русскому служилому дворянству Санкт-Петербургской губернии и на 1785 год имел классный чин.
Карл-Густав учился в Кондукторских классах Инженерного училища, которое окончил в 1819 году и был выпущен юнкером в сводный батальон.
Позже был переведён в Министерство уделов. В 1823—1833 годах — командир Кондукторской роты Инженерного училища, полковник.
Генерал-майор с 25 июня 1833 года. В 1834—1841 годах — директор института Корпуса горных инженеров.
Умер 25 сентября (7 октября) 1859 года. Похоронен на Волковском лютеранском кладбище.

## Награды
- орденом Св. Георгия 4-й степени за выслугу лет (№ 4937; 3 декабря 1834).
- Также награждён другими орденами Российской империи.